# 三原町 (広島県)
三原町（みはらちょう）は、広島県御調郡にあった町。現在の三原市の一部にあたる。

## 地理
- 海洋：瀬戸内海[1]

## 歴史
- 1889年（明治22年）4月1日、町村制の施行により、御調郡三原町、宮野浦村が合併して町制施行し、三原町が発足[1][2]。旧町村を継承した三原、宮野浦の2大字を編成[1]。
- 1897年（明治30年）葉煙草専売所開設[1]。1899年（明治32年）三原専売支局に改称[1]。
- 1901年（明治34年）県水産試験場開設[1]。
- 1933年（昭和8年）上水道通水[1]。
- 1936年（昭和11年）11月15日、御調郡糸崎町・山中村・西野村、豊田郡田野浦村・須波村と合併し、市制施行し三原市を新設して廃止された[1][2]。

### 地名の由来
小西原、駒ケ原、涌原の3つの原による説あり。

## 産業
- 1896年（明治29年）玉島銀行（現中国銀行）三原支店開設[1]。
- 1909年（明治42年）西備銀行三原支店開設[1]。
- 1911年（明治44年）三原電灯株式会社設立[1]。
- 1912年（大正元年）倉田帆布製織工場設立[1]。
- 1918年（大正7年）日本ラミー紡績株式会社設立[1]。
- 1920年（大正9年）藝備銀行（現広島銀行）三原支店開設[1]。
- 1934年（昭和9年）帝国人造絹株式会社三原工場設立[1]。

## 交通

### 鉄道
- 1894年（明治27年）山陽鉄道（現山陽本線）糸島～広島間が開通し、三原駅開設[1]。
- 1930年（昭和5年）国有鉄道三呉線（現呉線）三原～須波間開通[1]。

### 橋梁
- 1924年（大正13年）沼田大橋架橋[1]

### 港湾
- 三原港[1]（尾道糸崎港）

## 教育
- 1889年（明治22年）三原尋常小学校が新築移転[1]。1890年（明治23年）御調高等小学校が三原高等小学校に改称[1]。1911年（明治44年）両校が合併して三原尋常高等小学校となる[1]。
- 1900年（明治33年）私立三原教員養成所設置[1]。1909年（明治42年）県立三原女子師範学校開校[1]。
- 1920年（大正9年）三原実科高等女学校開校[1]。1921年（大正10年）郡立、1923年（大正12年）県立に移管し三原高等女学校となる[1]。
- 1926年（大正15年）三原町立家政女学校開校[1]。

## 名所・旧跡
- 三原城（国指定史跡）[1]